# Bíblia Poliglota d'Anvers
La Bíblia Poliglota d'Anvers, intitulada Biblia Sacra Hebraice, Chaldaice, Graece et Latine: Philippi II Regii Catholice pietate, et studio ad sacrosanctae Ecclesiae vsum, i coneguda també com a Biblia Regia, Bíblia del rei d'Espanya, Bíblia d'Arias Montano o Bíblia de Plantin (1568-1572), fou una edició poliglota de la Bíblia publicada per l'impressor Christophe Plantin a la ciutat d'Anvers, amb el patrocini de Felip II i la direcció científica de Benito Arias Montano.

## Publicació

### Antecedents
El 2 de juliol de 1564 Felip II decreta l'aplicació de les disposicions tridentines a tots els seus estats, i això obliga a la reforma dels llibres litúrgics i la Bíblia, sense qualsevol respecte del principi de la llibertat de religió. Christophe Plantin, reputat impressor d'Anvers, com la resta dels principals impressors europeus, mou les peces per obtenir una part de l'enorme mercat. Plantin fa servir una obra emblemàtica i de prestigi per apropar-se al poder, comença a mostrar interès per reimprimir la Bíblia Poliglota Complutense, publicada al voltant de 1520 i que estava exhaurida, i es prepara per a poder enllestir la impressió. Demana tipus hebreus a Guillaume Le Bé, i grecs a Robert Canjon, dos importants gravadors francesos, i comenta amb Lindanus, en una carta del 26 de febrer de 1565, la possibilitat d'incloure la versió siriaca al Nou Testament i que li havia demanat a Andreas Masius el Targum o traducció aramea dels llibres bíblics que posseïa per un manuscrit que havia trobat.
A la quaresma de 1566, a la Fira de Frankfurt, presenta uns plecs de mostra a llibrers francesos, alemanys i italians, per interessar-los en la futura publicació.
En una carta enviada el 19 de desembre de 1566 a Gabriel de Zayas, secretari de Felip II, li exposa els preparatius que fa per possibilitar la impressió de la Bíblia (l'encàrrec fet a Jean Isaac, professor de la Universitat de Colònia, i a Franciscus Raphelengius, que domina l'hebreu, l'arameu, el grec i el llatí, per corregir l'Epitome Thesauri Linguae Sanctae de Sante Pagnini; el casament de Raphelengius amb la seva filla major, assegurant així la seva participació; la preparació dels tipus hebreus; i la realització de proves d'impressió, les quals havia enviat a August de Saxònia-Wittemberg, i ja li havien ofert traslladar-se a Frankfurt o Heidelberg, i havien promés de fer-se càrrec de les despeses. Demana el patrocini de Felip II i el seu ajut, valorat en 6.000 o 8.000 escuts, i Plantin, per la seva part, es compromet a acabar la impressió en tres anys.
L'abril de 1567, a petició del secretari Zayas, envia unes proves a Espanya, les quals són estudiades, al mateix temps que les característiques del projecte, pel Consell General de la Inquisició i pels teòlegs de la Universitat d'Alcalá de Henares, que l'aproven i el rei decideix a participar en l'edició però amb la direcció tècnica de Benito Arias Montano, teòleg i lingüista. El setembre del mateix any Zayas comunica a Planchet que el rei ajudarà, en part, a les despeses de l'edició.
Arias Montano i Plantin comencen un bescanvi epistolar en les darreries de 1567, al principi per concretar qüestions econòmiques. A principi de 1568 el cardenal Granvelle, engrescat pel projecte, fa col·lacionar una bíblia grega molt antiga del Vaticà. L'orientalista Willem Postel envia el Nou Testament en siríac, preparat per Guy Lefèvre de La Boderie.
El 25 de març de 1568, aprovat definitivament el projecte, decidida la participació d'Arias Montano com a director científic i poc abans que aquest viatge cap a Anvers, el rei roman decidit a mantenir el control de l'edició, i per tal motiu, li tramet una sèrie d'instruccions per portar a bon fi la publicació de la Bíblia. Aquestes instruccions són majoritàriament de caràcter tècnic: mantenir la Vulgata i no substituir-la per la versió de Sante Pagnini al cos principal de l'obra, incloure el text caldeu en tot l'Antic Testament i el siríac en el Nou Testament, posar a l'apparatus vocabularis en hebreu, grec, caldeu i siríac, i incloure els cànons d'Eusebi de Cesarea; però inclou una instrucció més pràctica, el desig reial que Arias Montano controle la capacitació dels treballadors i revise personalment les proves en totes les llengües.

### Edició
Poc després de rebre les instruccions, el 30 de març de 1568, Arias Montano parteix cap a als Països baixos espanyols, on arriba el 15 de maig, després d'un viatge accidentat. El 18 de maig passa per Anvers sense trobar Plantin perquè estava a París, i mou ràpidament a Brussel·les al Brabant per presentar-se al governador i president del Tribunal dels Tumults, Fernando Álvarez de Toledo y Pimentel, duc d'Alba, i d'allí a Lovaina, per complimentar la Universitat, la qual participarà activament en el projecte i els seus teòlegs van col·laborar en la crítica textual i les correccions, a més de ser els censors.
Abans de començar amb les proves es decideix, per donar-li més claredat al text, vocalitzar la versió hebrea amb la inclusió dels accents masorètics.
A principi de juny de 1568 s'aproven les primeres proves i la setmana del 2 al 7 d'agost comença la impressió de la Bíblia, en la qual participen, amb Plantin i Arias Montano, nombrosos col·laboradors, entre els quals destaquen Franciscus Raphelengius i els germans Guy i Nicolas Lefèvre, filòlegs; els teòlegs Agustinus Hunnaeus, Cornelius Goudanus i Johannes Harlemius, correctors i censors de la Universitat de Lovaina; i Andreas Masius, per les anotacions i per la gramàtica i el diccionari siríac. El ritme serà ràpid: El 12 de març de 1569 s'acaba el primer volum; el 8 d'octubre, el segon; el 8 de juliol de 1570, el tercer; el 22 de juliol, el quart; i el 9 de febrer de 1571, el cinquè.
Per a imprimir la Bíblia i els posteriors encàrrecs de llibres litúrgics Plantin arriba a tenir divuit premses funcionant alhora, amb una plantilla de més de vuitanta treballadors, entre obrers i oficials.
Amb un important treball en comú per davant, la relació entre Plantin i Arias Montano, salvats els primers moments de desconfiança, serà de forta i duradora amistat i col·laboració, i no perdran ocasió de manifestar públicament la seva admiració mútua i els seus sentiments de cadascú cap a l'altre.
El 9 de juny de 1572 Plantin comunica a Arias Montano que ha acabat la impressió, tot i que per qüestions polítiques, sols havia imprès sis-cents exemplars de l'apparatus, i encara faltaven alguns preliminar que es van completar a començament de 1573 quan Arias Montano va rebre totes les autoritzacions.
L'edició fou de 1213 exemplars, amb diverses qualitats de paper: 960 amb paper gran reial de Troyes; 200 en paper fi reial de raisin de Lió; 30 en foli, en paper imperial de l'àguila; 10 en gran foli, en paper imperial d'Itàlia; i 13 de Vitel·la. Eren vuit volums en foli major, amb diversos tipus d'impremta per a quatre alfabets distints.

## Repercussions
Per a Plantin la impressió de la Bíblia fou positiva, amb el reconeixement de la Cort espanyola que es plasma en l'atorgament del títol d'arxitipògraf reial el 10 de juny de 1570, quan sols tenia enllestida una part de la producció. La mateixa Bíblia no li aportarà uns guanys considerables però no tindrà pèrdues, i seran les comandes dels nous llibres litúrgics les que li suposaran un gran negoci, que començarà el 9 de juliol de 1568, amb la concessió papal d'un privilegi per imprimir el nou breviari als Països baixos espanyols i un privilegi reial de 10 de gener de 1569 per imprimir-lo per a Flandes i Brabant, seguit del contracte que signa amb la corona espanyola a principi de 1571 pel qual imprimeix en els anys següents 52.000 exemplars de diverses obres litúrgiques per un preu de 97.317 florins.
Quant a Arias Montano, la impressió li va permetre associar el seu nom a una obra emblemàtica, ésser ben considerat com a exegeta i com a poliglota, i conèixer en persona en molts casos, i epistolar en altres, una part important dels humanistes de l'època. Per altra banda, l'èsperit contrareformista que li tocà viure i la distinta visió sobre la validesa del text hebreu, el portà a patir denúncies i censures pels seus treballs en l'apparatus de la Bíblia, tot i que es va lliurar d'ésser condemnat amb l'ajut de la corona espanyola i dels seus amics.

## Característiques

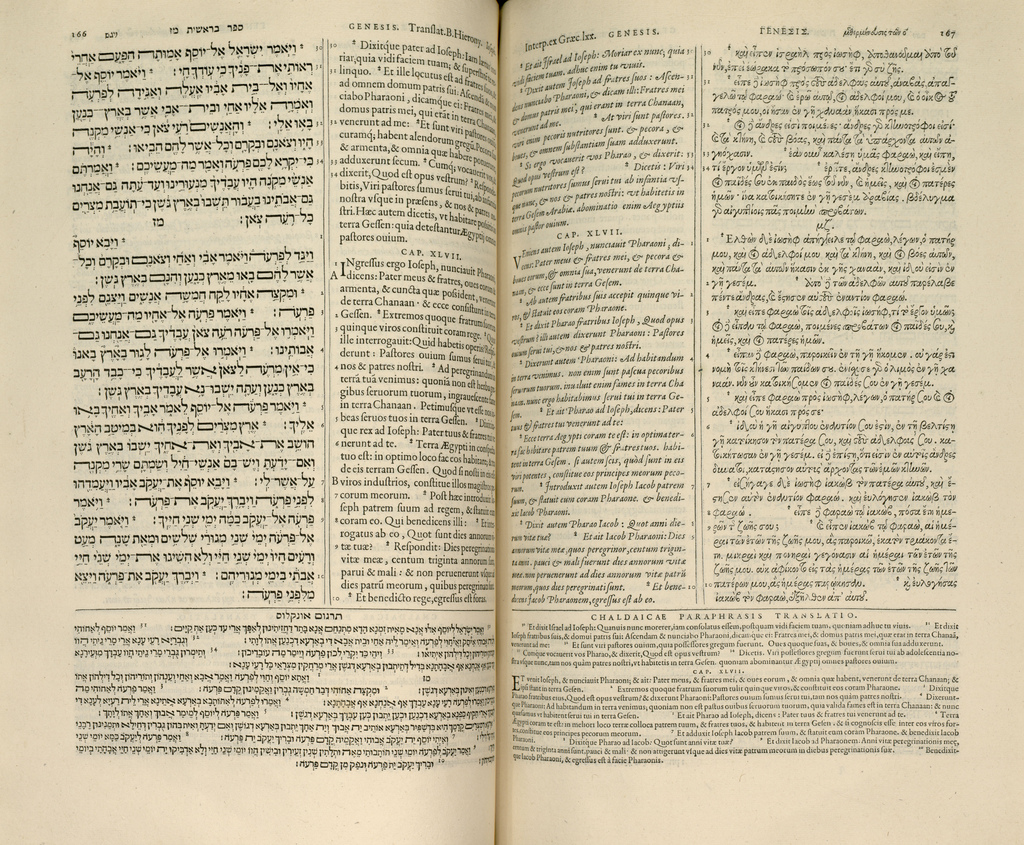
Inici del capítol XLVII del Gènesi, al volum primer.

Obra en vuit volums, els quatre primers constitueixen l'Antic Testament, el cinquè, el Nou Testament, i els darrers tres volums són l'Apparatus o llibres complementaris de l'edició.
Volum I: Biblia Sacra Hebraice, Chaldaice, Graece et Latine : Sacrorum Bibliorum tomus primus. Aquest volum conté el Pentateuc. En aquest volum i en els altres tres que contenen l'Antic Testament les diverses versions estan presentades a doble pàgina, la versió hebrea, la Vulgata, la traducció al llatí de la Septuaginta grega, i la Septuaginta, formant quatre columnes, dues a cada pàgina; i a la part inferior, en la pàgina de l'esquerra, la perífrasi caldea d'Onkelos i altres, i a la dreta, la traducció d'aquesta al llatí.
Volum II; Biblia Sacra Hebraice, Chaldaice, Graece et Latine : Sacrorum Bibliorum tomus secundus. Aquest volum conté els llibres històrics menys Esdres, Nehemies i Ester.
Volum III: Biblia Sacra Hebraice, Chaldaice, Graece et Latine : Sacrorum Bibliorum tomus tertius. En aquest volum estan els darrers llibres històrics, els deuterocanònics Tobies, Saviesa i Eclesiàstic, i els llibres sapiencials. En aquest volum hi ha disparitat en les versions utilitzades, així, la segona part d'Esdres sols està en llatí; Tobies, Judit, Saviesa i Eclesiàstic, en Septuaginta, la seva traducció al llatí i la Vulgata; Nehemies i la primera part d'Esdres, en hebreu, Septuaginta, la seva traducció al llatí i la Vulgata; i la resta segueix la pauta general.
Volum IV: Biblia Sacra Hebraice, Chaldaice, Graece et Latine : Sacrorum Bibliorum tomus quartus. En aquest volum estan els Llibres profètics, amb els deuterocanònics Baruc i el primer i segon de Macabeus. Tots els llibres segueixen la pauta general menys Baruc i Macabeus, on sols s'utilitza la Septuaginta, la seva traducció al llatí i la Vulgata; i Daniel, on falta la perífrasi caldea i la seva traducció.
Volum V: Tes kaines Diathekes hapanta = Nouum Iesu Christi D.N. Testamentum: Sacrorum Bibliorum tomus quintus. Aquest volum conté el Nou Testament. El text bíblic també està presentat a doble pàgina en quatre columnes, en aquest cas, en siríac amb els seus caràcters, la seva traducció llatina de Guy Lefèvre de La Boderie, la Vulgata i la Septuaginta, i als peus, la versió siríaca en caràcters hebreus, menys la primera, segona i tercera Epístola de Joan, l'Epístola de Judes i l'Apocalipsi, on només s'utilitza la Septuaginta i la Vulgata.
Volum VI: Aquest volum complementa i amplia els cinc anteriors, i està format per dos llibres: el primer conté el Nou Testament en la versió de la Septuaginta amb un traducció literal interlinial al llatí d'Arias Montano, i la Vulgata; i el segon, l'Antic Testament hebreu amb la traducció literal interlinial de Sante Pagnini revisada per Arias Montano i altres col·laboradors.
- Novum Testamentum Graece cum Vulgata interpretatione latina Graeci contextus lineis inserta: quae quidem interpretatio, cum a Graecarum dictionum proprietate discedit, sensum, videlicet, magis quam verba exprimens, in margine libri est collocata; atque alia Ben. Ariae Montani Hispalensis opera e verbo reddita ac diverso characterum genere distincta; Lovaniensium vero Censorum judicio et totius Academiae calculis comprobata; in ejus est substituta locum.
- Hebraicorum Bibliorum veteris Testamenti latina interpretatio, opera olim Xantis Pagnini Lucensis, nunc vero Benidicti Ariae Montani Hispalensis, Francisci Raphelengii Alnetani, Guidonis et Nicolai Fabriciorum fatrum collato studio ad Hebraicam dictionem diligentissime expensa; Censorum Lovaniensium judicio examinata et Academiae suffragio comprobata: Ad Regii sacri operis commoditatem et apparatum.

Volum VII: Aquest volum comprèn una sèrie de gramàtiques i diccionaris de les llengües bíbliques, i està compost per 7 llibres:
- Lexicon Graecum, et institutiones linguae Graecae ad sacri Apparatus instructionem, de Benito Arias Montano.
- Grammatica Linguae Syriacae, d'Andreas Masius.
- Syrorum Peculium, hoc est vocabula apud Syros Scriptores passim usurpata, Targumistis vero aut prorsus incognita, aut in ipsorum vocabulariis adhuc non satis explicata, d'Andreas Masius.
- Dictionarium Syro-Chaldaicum, de Guy Lefèvre de La Boderie.
- Grammatica Chaldaea, de Guy Lefèvre de La Boderie.
- Epitome Thesauri Linguae Sanctae, de Sante Pagnini, amb correccions de Franciscus Raphelengius.
- Thesauri Hebraicae Linguae, de Sante Pagnini.

Volum VIII: Aquest darrer volum, escrit quasi exclusivament per Arias Montano, està compost per diversos tractats exegètics i sobre les institucions de l'Israel bíblic.
- Communes et familiares hebraicae linguae idiotismi, omnibus bibliorum interpretationibus, ac praecipuè Latinae Santis Pagnini versioni accommodati, atque ex variis doctorum virorum laboribus & obseruationibus selecti & explicati.
- Liber Joseph, sive de Arcano Sermone, ad Sacri Apparatus instructionem.
- Liber Jeremiae, sive, De Actione, ad Sacri Apparatus instructionem.
- Thubal-Cain siue de mensuris sacris liber : tribus voluminibus distinctus, de cubito, de satho, de siclo.
- Phaleg siue de gentium sedibus primis, orbisque terrae situ, liber. Sobre geografia.
- Liber Chanaan siue de duodecim gentibus. Històric.
- Chaleb siue de terra promissae partitione liber vnicus.
- Exemplar siue De sacris fabricis liber. Sobre el Temple de Jerusalem.
- Aaron siue Sanctorum vestimentorum ornamentorumque summa descriptio : ad sacri apparatus instructionem. Sobre les vestidures del sacerdots del Temple.
- Nehemias, siue De antiquae Ierusalem situ volumen.
- Daniel siue de saeculis codex integer.
- Index biblicus qui res eas de quibus in sacris biblis agitur ad certa capita alphabeti ordine digesta, revocatas, summa breuitate complectitur..., de Johannes Harlemius.
- Hebraea, chaldaea, graeca et latina nomina virorum, mulierum, populorum, idolorum, vrbium, fluuiorum, montium, caeterorumque locorum quae in Bibliis vtriusque Testamenti leguntur in veteri interprete, cum aliquod appellatiuis Hebraicis, Chaldaicis & Graecis vocibus: adiecta eorum expositione. Locorum praeterea descriptio ex Cosmographis.
- Variae lectiones et annotatiunculae, quibus Thargum, id est Chaldaica paraphrasis infinitis in locis illustratur et emendatur, de Franciscus Raphelengius.
- De varia in hebraicis libris lectione ac in de Mazzoreth ratione atque usu.
- Variarum in Graecis Bibliis lectionum libellus, de Willem Canter.
- Annotationes variarum lectionum in Psalmos: ad sacri Bibliorum apparatus instructionem.
- Variae lectiones in latinis Bibliis editionis vulgatae : ex vetustissimis manuscriptis exemplaribus collectae et ad textum hebraicum, caldaicum, graecum et syriacum examinatae, dels teòlegs de la Universitat de Lovaina i amb pròleg de Johannes Harlemius.
- Tabula Euangelicarum lectionum, Sicuti eae ex Matthaeo, Marco, Luca et Iohanne in dominicos et festos dies anniuersarios Ecclesiae Syriacae ritu distribuuntur... numeri versibus singulis adscripti ad paginas in quibus lectionum eiusmodi capita literis minoribus dicta sunt, referri debent, de Guy Lefèvre de La Boderie amb pròleg d'Arias Montano.